# Мещерин, Владимир Тимофеевич
Владимир Тимофеевич Мещерин (17.07.1904-04.03.1977) — советский учёный в области обработки металлов давлением, доктор технических наук, профессор.
С 1933 г. работал в Московском станкоинструментальном институте (Станкине) по совместительству с небольшой нагрузкой (одновременно был консультантом Техсовета и СКБ Наркомата вооружения, консультантом в Национальном институте авиационных технологий). С февраля 1934 года читал на инструментальном факультете курс «Штампы», консультировал студентов по дипломным проектам.
С сентября 1939 года читал курс «Штамповка», включенному в специальность «Технология машиностроения».
С 1943 г. основатель и первый заведующий кафедрой обработки металлов давлением.
В последующем — заведующий кафедрой «Оборудование и технология ковки и штамповки» и первый декан факультета кузнечно-прессового производства.
Доктор технических наук (1953), профессор. Заслуженный деятель науки и техники РСФСР (1965).
Сочинения:
- Листовая штамповка. Атлас схем [Текст] : учеб. пособие / В. Т. Мещерин. — Москва : Машгиз, 1951. — 134 с. : ил. — 1.72 р.
- Листовая штамповка. Атлас схем [Текст] : учеб. пособие / В. Т. Мещерин. — 3-е изд., испр. и доп. — Москва : Машиностроение, 1975. — 227 с. : ил. — 3.73 р.
- Штампы [Текст] : Допущено ГУУЗ НКМ в качестве пособия для машиностр. втузов / доц. В. Т. Мещерин. — Москва ; Ленинград : Машгиз, 1939 (переплет: 1940) (Ленинград). — 256 с., 1 вкл. л. черт. : ил., черт.; 22 см.
- Справочник по листовой штамповке и штампам [Текст] / Проф. В. Т. Мещерин. — Москва : Росгизместпром, 1950 (1-я тип. Трансжелдориздата). — 316 с., 3 л. ил. : ил.; 23 см.
- Технология производства кузнечно-штамповочного оборудования и штамповой оснастки [Текст] : [Учеб. пособие для машиностроит. вузов и фак.] / Д-р техн. наук проф. В. Т. Мещерин, проф. Д. В. Чарнко. — Москва : Машгиз, 1961. — 375 с. : ил.; 21 см.

Дочь - Мещерина Марина Владимировна (1939—1987) окончила Московский институт иностранных языков им. Мориса Тореза, работала переводчиком.